# 青岛黄岛油港区
青岛黄岛油港区（简称黄岛油港）是青岛港的一個港区，位於中国山東省青島市黄岛区，是一个大型输油码头。其原油輸量佔整個青島港的40%左右，输油能力達3000万吨，在中國規模最大，貨櫃年裝卸量約為20餘萬標準箱， 居全國沿海港口第三名。
黄岛一期油港于1974年2月10日开建，于1976年9月2日交付。是继秦皇岛港、大连港后投产的第三个油港。黄岛二期油港于1985年10月开建。1989年8月，黄岛油港区油库曾发生爆炸。